# New Inside (álbum de Tiffany)
New Inside es el tercer álbum de estudio de Tiffany, publicado el 2 de octubre de 1990.  Tiffany había roto con su mánager/ productor George Tobin poco después de su cumpleaños número 18, y firmó con el mánager Dick Scott y el productor Maurice Starr. Starr fue el productor responsable de armar el grupo New Kids on the Block, que se había hecho popular entre las adolescentes como acto de apertura de la gira de  Tiffany en 1988, eclipsado a la cantante adolescente en el ámbito del pop (quien incluso tubo que invertir papepeles aperturando los conciertos de los New Kids en 1989). Este álbum salió el mismo día que  Tiffany cumplió 19 años y ella esperaba que reviviera su carrera vacilante.
New Inside no fue un éxito comercial, ni el álbum ni una canción alcanzaron las listas de popularidad, aunque la canción que dio nombre al álbum estuvo en el aire por algún tiempo llegando a estar en las listas de algunas emisoras de radio locales, gracias a los esfuerzos de los fanes.
La revista Billboard hizo una crítica favorable y optimista del álbum diciendo "La diva adolescente se encoge de hombros ante el sonido de su ex manager George Tobin y apunta a un estilo más duro al filo entre el pop y funk en su tercer álbum. Mientras madura, su voz ronca estaría mejor con menos material de fórmula del que tiene aquí, el set ofrece varios momentos valiosos".
Se hizo un intento de aprovechar los acontecimientos para volver a consagrar la canción "Here in My Heart", escrita por la superestrella y compositora Diane Warren (quien es responsable de muchos éxitos para otros artistas pop), dedicándola a las tropas de la guerra del Golfo. Anteriormente, la canción había sido dedicada a la víctima de sida, Ryan White.
Finalmente,  Tiffany rompió su contrato con Scott y Starr, y volvió a firmar con George Tobin para su siguiente álbum (publicado tres años más tarde).
"Dennis Cheese", que es el crédito qcon el que figura el cantante de rap en la canción principal, es Donnie Wahlberg de los New Kids.
El folleto del CD y la contratapa muestran "A Moment To Rest" como pista número 3, pero este breve interludio instrumental es en realidad parte de la pista siguiente "Tenderly", que aparece como pista 4 en la portada, pero en realidad la pista 3, todas las pistas posteriores aparecen con un número más alto que el aparece en el reproductor de CD .

## Lista de canciones
1. "New Inside" (Phillip Damien) – 5:35
2. "It's You" (Tiffany, Kevin Grady, Damien) – 5:22
3. "A Moment To Rest" / "Tenderly" (Nayan, Chris Bednar) – 5:27
4. "Never Run My Motor Down" (André Cymone, Gardner Cole) – 3:58
5. "Here in My Heart" (Diane Warren) – 4:08
6. "Tiff's Back" (Maurice Starr) – 3:52
7. "Our Love" (Damien) – 6:01
8. "Life Affair" (Gardner Cole, Matthew Garey) – 4:07
9. "Back in the Groove" (Starr, Tiffany) – 4:35
10. "There Could Never" (Damien, Mark Wilson) – 7:36

## Sencillos
- "New Inside" - 28 de agosto de 1990
- "Here In My Heart" - 8 de enero de 1991
- "Back In The Groove" - abril de 1991